# Personnages de Grand Theft Auto: The Ballad of Gay Tony
Le jeu vidéo Grand Theft Auto: The Ballad of Gay Tony, développé par Rockstar North en 2009, est une extension au succès critique et commercial Grand Theft Auto IV. L’histoire est centrée sur Gay Tony, le magnat des boîtes de nuit de la ville fictive de Liberty City, et son garde du corps Luis Lopez. Tous deux doivent faire face à des problèmes ont des problèmes avec leurs boites de nuit, les dettes, la drogue, ou encore la mafia. L'univers est totalement opposé à celui de Grand Theft Auto: The Lost and Damned.

## Personnages principaux

### Luis Fernando Lopez
Né en 1983, Luis Fernando Lopez, parfois appelé Luis Lopez, est le garde du corps et partenaire d'affaires d'Anthony « Gay Tony » Prince. Il est d'origine dominicaine et a 25 ans, il travaille comme videur dans les boites de Tony. Il aime flirter et n'est pas très fidèle. Ses fréquentations sont douteuses, il va ainsi croiser tous les plus gros escrocs de Liberty City. Il peut être l'homme de main de n'importe qui à condition d'avoir de l'argent, mais sa loyauté envers Gay Tony est implacable depuis qu'il l'a remis dans le « droit chemin ». Il est mêlé à une sombre histoire de diamants qui seront volés par Johnny Klebitz à la fin d'un deal qui tourne mal. 
Il croise Niko Bellic plusieurs fois sur sa route. Il est le seul des trois protagonistes de Grand Theft Auto IV qui ne fait pas équipe aux deux autres protagonistes (Niko Bellic et Johnny Klebitz) durant son aventure car il les considère comme des ennemis jurés.
Il est doublé par Mario D'Leon.

### Anthony «Gay Tony» Prince
Né en 1963, c'est un personnage excité et narcissique, Gay Tony à 45 ans lors du jeu et il est le petit ami de Evan Moss. Il est le roi de la nuit à Liberty City. Il est le propriétaire du Hercules et Maisonnette 9, deux boîtes de nuit branchées de la ville. Stressé et accro à la drogue et aux calmants, il deviendra un « boulet » pour Luis. Il est criblé de dettes et ne sait plus comment sortir de cette impasse. Il se verra dans l'obligation d'emprunter de grosses sommes d'argent à des gens pas très recommandables. Naïf, il se fera berner à plusieurs reprises.

### Ray Bulgarin
Né en 1958 , Ray Bulgarin, russe, est un gros criminel dangereux de la mafia russe, qui vivait sur la côte Adriatique et qui s'est récemment installé à Liberty City. Il a quasiment une double personnalité, à la fois gentille et totalement agressive. Il rencontre Luis dans une des boîtes de Tony, qui il demande de travailler pour lui. Ray Bulgarin a également eu une affaire avec Niko Bellic autrefois. Il a une personnalité d'arnaqueur et de tricheur, ce qui lui vaut d'être le plus dangereux et le plus influent criminel de Liberty City.
Il est doublé par Vitali Baganov.

### Yusuf Amir
Né en 1977, Yusuf Amir est interprété par Omid Djalili (en arabe : يوسف أمير) est un puissant milliardaire originaire de Dubaï vivant à Liberty City. Il est toujours excité et « joyeux » devant Luis. Il offrira d'ailleurs plusieurs cadeaux à ce dernier en signe de reconnaissance. Il a une influence importante pour la ville et a pour projet de construire les plus grands bâtiments de la ville. Il sera un allié de taille pour Luis. Sa chanson préférée est « Arab Money » du rappeur Busta Rhymes.
Il est doublé par Omid Djalili.

### Mori Kibbutz
Mori Kibbutz est un entrepreneur, et frère de Brucie Kibbutz. Luis est forcé de travailler pour lui pour éponger la dette que Tony lui doit. Mori a un égo surdimensionné par rapport à son frère, qui est constamment dans l'ombre. Mori prétend d'avoir eu des muscles naturellement (quand « Brucie » se drogue aux stéroïdes). Il humilie constamment son frère.

### Brucie Kibbutz
Frère de Mori qui reste dans l'ombre de ce dernier, drogué aux stéroïdes et fréquentant les boites de Gay Tony, Brucie est aussi un entrepreneur. Il finira par se révolter contre Mori en lui cassant finalement le nez, brisant l'égo de ce dernier.

## Personnages secondaires

### Gracie Ancelotti
Gracie Ancelotti est la fille du « Don » Giovanni Ancelotti. Elle se plaint toujours et a un fort caractère. Elle se drogue et c'est elle en partie qui fournit la drogue à Tony et Evan (petit ami de Tony). Elle est surtout connue pour avoir été kidnappée par Niko Bellic.

### Evan Moss
Ex-petit ami de Gay Tony, Evan est un homo accro à la drogue et traînant un peu partout avec Tony et Luis. Bien que ce dernier ne l'apprécie pas fortement, Evan se sert de Tony pour combler ses propres dettes ce qui a tendance à énerver Luis. Il ne fait que quelque apparition dans les cinématique. C'est dans une des missions qu'Evan prend une « importance » dans l'histoire car il se fait tuer par Johnny Klebitz, héros de l'autre extension. Sa mort est presque inaperçue par Tony et Luis qui ont bien d'autres problèmes à régler (bien que Tony le regrette, malgré son caractère de parasite profiteur, ce qui justement lui plaisait en lui).

### Timur
Timur est le bras-droit de Bulgarin. Égoïste et pas très sociable, il n'apprécie pas Luis (ce qui est réciproque) au contraire de son patron. Il sert de dealer pour transporter la drogue de Bulgarin un peu partout dans la ville. Luis travaillera avec lui plusieurs fois. À part cela, il est le guitariste du « groupe de rock » de Bulgarin. Vers la fin du jeu, Timur sera tué par Luis en tentant de vendre de la drogue « refourguée » par un certain Dimitri Rascalov.

### Armando Torres
Ami de Luis et trafiquant de drogue, Armando est un ami d'enfance de Luis. Il traîne très souvent avec Henrique Bardas. Revendeur d'armes, il fera quelques missions avec Luis.
Il est doublé par Jaime Fernandez.

### Henrique Bardas
Ami de Luis. Henrique Bardas traîne souvent avec Armando Torres. Il refourgue des véhicules à Luis. Armando est considéré comme « le cerveau », Henrique comme « les muscles », il est dit que Henrique ayant un QI en dessous de 80.

### Adriana Yanira Lopez
Adriana est la mère de Luis, elle craint que ce dernier prenne le même chemin sombre que son père. Elle sera victime de plusieurs escroqueries.

## Autres protagonistes

### Niko Bellic
Niko Bellic est un serbe qui vient tout juste d'arriver à Liberty City, pour se faire une place et vivre le rêve américain selon son cousin. Il se rendra vite compte que c'est une illusion, et devra protéger son cousin d'ennemis demandeurs de dettes.

### Johnny Klebitz
Johnny Klebitz est un biker qui fait partie du gang le Lost MC. Lors des rencontres avec Luis, ce dernier tentera de voler les diamants convoités par Gay Tony à plusieurs reprises, tout comme Niko.